# Carach Angren (banda)
Carach Angren es una banda neerlandesa de black metal sinfónico formada en 2003 en Landgraaf, Limburgo.
Su estilo se caracteriza por el uso prominente de los arreglos orquestales. Todos sus álbumes de estudio son álbumes conceptuales con letras basadas en historias de fantasmas famosos, como el "Holandés errante" ("De Vliegende Hollander") en Death Came Through a Phantom Ship (2010).
El nombre significa "mandíbulas de hierro" en el lenguaje del Sindarin, y es tomado de un paso fortificado en el noroeste del país ficticio de Mordor, en la novela El Señor de los Anillos de JRR Tolkien.

## Historia
Carach Angren se formó en 2003 en el municipio holandés de Landgraaf, después de que dos miembros de la banda Vaultage decidieron asumir un proyecto paralelo, debido a su pasión compartida hacia el black metal. Todo parecía ir bien, así que renunciaron a Vaultage y asumieron Carach Angren, el cual según sus propias palabras "estaba listo para las grandes pasos".
Su primer EP fue The Chase Vault Tragedy, y como todos sus lanzamientos posteriores, es un álbum conceptual. A raíz de esto, se dio a conocer un segundo EP,Ethereal Veiled Existence, momento en el que fueron contatados por Maddening Media en 2007. Fue entonces cuando Carach Angren grabó su primer álbum de larga duración, Lammendam, que recibió críticas internacionales positivas. Este álbum nos relata el origen y consecuencias de la maldición de la dama blanca.
Su segundo álbum, Death Came Through a Phantom Ship fue puesto en libertad el 26 de febrero de 2010. Ese mismo año, participaron en el tour europeo "A Declaration of Hate" en promoción de este álbum, junto con las bandas de metal extremo Dark Funeral, Zonaria y Nefarium. Este álbum nos relata la mítica travesía del capitán Van Der Decken, y como su avaricia acaba por convertirlo en un espectro, junto con su barco.
El 18 de mayo de 2012, la banda lanzó su tercer álbum, Where the Corpses Sink Forever.'En este álbum se recorren diferentes sitios y momentos en la historia de la Segunda Guerra Mundial, todo manifestado a través de una grabación o "Psicofonía", de un soldado encargado de fusilar 7 prisioneros.
El 17 de febrero de 2015, se liberó el álbum This Is No Fairytale en streaming a través de Metal Hammer. Nuevamente, este álbum temático nos cuenta la historia de Hansel y Gretel, pero no al estilo de los Hermanos Grimm.
El 16 de junio de 2017, se lanzó su quinto álbum de estudio, Dance and Laugh Amongst the Rotten.
A fines de 2019 anunciaron que comenzaron a trabajar en un sexto álbum de estudio, programado para ser lanzado a principios de 2020. Su nombre y fecha de lanzamiento se dieron a conocer el 20 de febrero de 2020; titulado Franckensteina Strataemontanus, es un álbum conceptual inspirado en la vida de Johann Conrad Dippel, y está programado para salir a través de Season of Mist el 26 de junio.

## Estilo
Carach Angren utiliza arreglos orquestales muy elaborados, y por lo tanto, a menudo son comparados con Dimmu Borgir. Sin embargo, se basa en gran medida con el clásico black metal, con muchos blast beats y guitarras típicamente distorsionadas. La voz de Seregor se mueve por lo general en el clásico black metal, pero posee registros multifacéticos y se mezcla parcialmente con el gruñido característico del death metal.
La música se hace a través de la combinación de elementos orquestales y black metal en un ambiente oscuro, y con frecuencia, se asocia en conjunto con una especie de película de terror, debido a los conceptos en las obras:

"El compositor Ardek parece albergar una pasión por los temas musicales oscuros y bandas sonoras de películas, porque aún incluso si analizamos el contenido orquestal, uno puede encontrar aquí y allá nombres como Andrew Lloyd Webber, Danny Elfman, en colaboración con Tim Burton o John Williams en los sentidos".
Revisión del álbum Where The Corpses Sink Forever por Patrick Franks.

## Miembros

### Actuales
- Dennis "Seregor" Droomers – Vocales, guitarra
- Clemens "Ardek" Wijers – Teclados, arreglos, coros

### Exmiembros
- Ivo "Namtar" Wijers - batería, percusión (2003–2020)

### Miembros de estudio
- Nikos Mavridis - violín (2008-presente)
- Philip Breuer - voz invitada (2008, 2012)
- Patrick Damiani - bajo (2008-2010)
- Yves Blaschette - violonchelo (2008)
- Hye-Jung - voces femeninas (2008)

### Miembros en vivo
- Bastiaan Boh - guitarras (2015-presente)
- Jack Owen - guitarras (2016)
- Patrick Damiani - bajo (2008-2010)
- Ludo van der Linden - guitarras (2015-2016)
- Koen "Trystys" Verstralen - guitarras (2008-2010)
- Marcel "Valak" Hendrix - guitarras (2010-2012)
- Nikos Mavridis - violín (2013)
- Diogo "Yogy" Bastos - guitarras (2016)

## Discografía
Álbumes de estudio
- Lammendam (2008)
- Death Came Through a Phantom Ship (2010)
- Where the Corpses Sink Forever (2012)[6]
- This Is No Fairytale (2015)
- Dance and Laugh Amongst the Rotten (2017)
- Franckensteina Strataemontanus (2020)

EP
- Ethereal Veiled Existence (2005)

Demos
- The Chase Vault Tragedy (2004)

Vídeos musicales
- "The Sighting Is a Portent of Doom" (2010)
- "The Funerary Dirge of a Violinist" (2012)
- "When Crows Tick on Windows" (2016)
- "Blood Queen" (2017)
- "Charles Francis Coghlan" (2017)